# کنکوردیا (برزیل)
کنکوردیا (به پرتغالی: Concórdia) یک منطقهٔ مسکونی در برزیل است که در سانتا کاتارینا واقع شده‌است. کنکوردیا ۷۹۹٫۸۸ کیلومتر مربع مساحت و ۷۵٬۱۶۷ نفر جمعیت دارد و ۵۵۰ متر بالاتر از سطح دریا واقع شده‌است.